# Astragalus ciceroides
Astragalus ciceroides es una especie de planta del género Astragalus, de la familia de las leguminosas, orden Fabales.
Fue descrita científicamente por D. I. Sosnovskii.